# Choeroniscus periosus
Choeroniscus periosus — вид родини листконосові (Phyllostomidae), ссавець ряду лиликоподібні (Vespertilioniformes, seu Chiroptera).

## Середовище проживання
Країни поширення: Колумбія, Еквадор. Мешкає на висотах 0-500 м у вологих місцях проживання. Обмежений первинними дощовими лісами. 

## Звички
Харчується нектаром і дрібними комахами.

## Загрози та охорона
Навколишнє середовище, де цей вид живе швидко руйнується для сільського господарства, лісозаготівлі, будівництва доріг. Проживає в дуже небагатьох природоохоронних територіях, між якими стрімко зникає.